# Turrillas
Turrillas község Spanyolországban, Almería tartományban. Lakosainak száma 268 fő (2024).

## Földrajza
Turrillas Almería, Tabernas, Lucainena de las Torres és Níjar községekkel határos.

## Népesség
A település lakosságának változását az alábbi diagram mutatja:
| Lakosok száma | 249  | 240  | 249  | 224  | 233  | 229  | 238  | 240  | 260  | 268  |
|               | 2001 | 2004 | 2006 | 2009 | 2011 | 2014 | 2016 | 2019 | 2021 | 2024 |